# Powiat de Lesko
Le powiat de Lesko (en polonais : powiat leski) est un powiat appartenant à la voïvodie des Basses-Carpates dans le sud-est de la Pologne. Bien que séparé en 2002 du powiat des Bieszczady, il est une partie de la région du même nom.

## Division administrative
Le powiat comprend 5 communes :

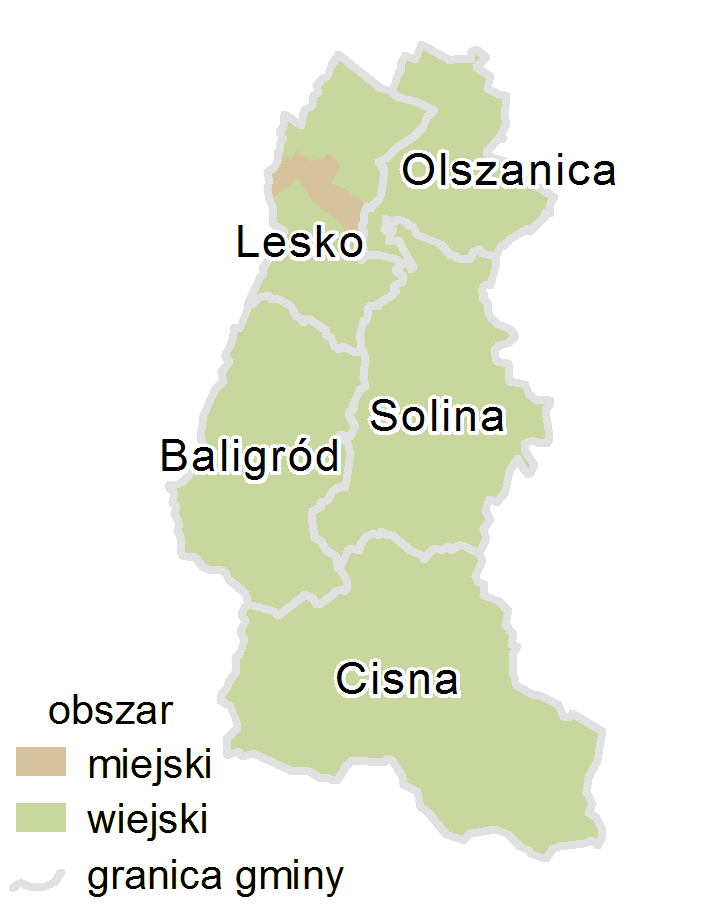
Carte du powiat (partie urbaine en marron et rurale en vert)

- 1 commune urbaine-rurale : Lesko ;
- 4 communes rurales : Baligród, Cisna, Olszanica et Solina.